# East Bergholt

Celebração de Waterloo em East Bergholt, por John Constable, século XIX.

East Bergholt é um vilarejo no sul de Suffolk, Inglaterra, ao norte da fronteira de Essex. 
East Bergholt e Hadleigh são os maiores vilarejos em Stour Valley, uma região historicamente conhecida por sua manufatura de linho. A cidade mais próxima e a estação de ferrovia estão a poucas milhas, em Manningtree, Essex. East Bergholt está situado a 10 milhas ao norte de Colchester e a 8 milhas ao sul de Ipswich. 
Durante o século XVI, seus habitantes se tornaram famosos pelo radicalismo protestante. Poucos de seus cidadãos foram martirizados durante o reinado de Mary I, a Sangüinária. John Foxe escreveu suas histórias em seu famoso trabalho, O Livro dos Mártires.
East Bergholt foi o local de nascimento do pintor John Constable (1776-1837). Randolph Churchill, filho de Sir Winston Churchill, morou por um certo período no vilarejo.

## Ligação externa
- Website do vilarejo de East Bergholt (em inglês)